# Jože Roner
Jože Roner, slovenski kolesar, * 25. februar 1940, Maribor, † december 2012.
Roner je leta 1960 zmagal na državnem prvenstvu v ekipnem kronometru, v postavi so bili še Jože Šantavec, Anton Španinger in Anton Pečnik, in tudi na dirki Adria Cup, predhodnici dirke Alpe–Adria. Leta 1963 je na državnem prvenstvu med posamezniki osvojil tretje mesto, na Dirki po Jugoslaviji pa drugo mesto. S tem se je uvrstil v postavo za mednarodno Dirko miru, kjer je odstopil.